# 飛虎 (電影)
《飛虎》為於1996年首映的香港電影，由陳嘉上執導，由王敏德和梁詠琪主要演出。

## 劇情
電影描述香港海關及皇家香港警察隊特別任務連（飛虎隊）與販毒集團的鬥爭，海關毒品調查科人員在掃蕩販毒據點時，漏了有「亞洲冰后」之稱的主犯。接下來特別任務連依照情報，來到廢棄工廠，卻遭到地雷埋伏和狙擊手的伏擊，特別任務連損失慘重，同時又調查出人員所中的子彈，原來是員警才有的特製槍械所發。後來查出男主角 Don 的好友——美國緝毒局(DEA)探員 Rick 竟是販毒團夥的真正頭目，他在正準備運毒品出海，特別任務連人員和關員深入離島叢林，與海豹突擊隊作戰，終於將 Rick 擒獲。

## 角色
| 演員           | 角色     | 備註                        |
| 王敏德         | Don Wong | 飛虎隊                      |
| 梁詠琪         | 關家慧   | 香港海關督察                |
| 劉松仁         | 鄺Sir    |                             |
| 李楓           | Madam顏  | 香港海關，關家慧上司        |
| 周海媚         | Sue      | Don前女友                   |
| 張民光         | 祖       | 飛虎隊                      |
| 葉廣儉         |          | 軍火專家                    |
| 陳德光         | 劉sir    | 毒品調查科                  |
| 胡慧沖         |          | 毒販，遭SEAL Team擊斃       |
| 賈仕峰         |          |                             |
| Winston Ellis  | Vincent  | SEAL Team                   |
| Brian Banowetz | Albert   | Rick助手                    |
| 理查德格羅塞   | Rick     | SEAL Team指揮官，欲私佔毒品 |
| 陸文衛         |          | 飛虎隊                      |
| 張鴻安         |          | 飛虎隊狙擊隊                |
| 林超賢         |          | 飛虎隊                      |
| 李文標         |          | 飛虎隊                      |
| 馮樂斌         |          | 飛虎隊                      |
| 林剛           |          | 飛虎隊狙擊隊                |
| 林仲岐         |          | 飛虎隊                      |
| 謝偉賢         |          | 飛虎隊                      |
| 黃銳生         |          | 飛虎隊                      |
| 戚務帥         |          | 飛虎隊                      |
| 戚務振         |          | 飛虎隊                      |
| 張浚鴻         |          | 飛虎隊                      |
| 林偉健         | 大哥雄   | 香港海關                    |
| 麥詠麟         |          | 香港海關                    |
| 卓慧敏         |          | 香港海關                    |
| 陳琪           | 安琪     | 香港海關                    |
| Steve Nation   |          | SEAL Team，欲脫逃遭Rick槍殺 |
| 彭立威         | 喪文     |                             |
| 曾健勇         |          |                             |
| 劉冬青         |          | 毒販，遭飛虎隊擊斃          |

## 電影歌曲
'My voice' / 作曲, 陳光榮 ; 填詞, Pandora Poon ; 編曲, 陳光榮 ; 主唱, Chan So-ming ; O.P., BMG Music Publishing HK Ltd. 插曲.

## 獎項
| 頒獎典禮                  | 獎項         | 名單   | 結果 |
| ------------------------- | ------------ | ------ | ---- |
| 第33屆金馬獎              | 最佳男主角   | 王敏德 | 提名 |
| 第33屆金馬獎              | 最佳剪輯     | 陳祺合 | 提名 |
| 第33屆金馬獎              | 最佳音效     | 陳偉雄 | 提名 |
| 第33屆金馬獎              | 最佳動作設計 | 羅禮賢 | 提名 |
| 第3屆香港電影評論學會大獎 | 最佳電影     | 飛虎   | 提名 |
| 第3屆香港電影評論學會大獎 | 最佳導演     | 陳嘉上 | 獲獎 |
| 第3屆香港電影評論學會大獎 | 推薦電影     | 飛虎   | 獲獎 |
| 第16屆香港電影金像獎      | 最佳男主角   | 王敏德 | 提名 |
| 第16屆香港電影金像獎      | 最佳剪接     | 陳祺合 | 提名 |
| 第16屆香港電影金像獎      | 最佳動作設計 | 羅禮賢 | 提名 |

## 外部連結
- 香港影庫上《飛虎》的資料（繁體中文）
- 開眼電影網上《飛虎》的資料（繁體中文）
- 豆瓣电影上《飛虎》的資料 （简体中文）
- 时光网上《飛虎》的資料（简体中文）
- AllMovie上《飛虎》的资料（英文）
- 爛番茄上《飛虎》的資料（英文）
- 互联网电影数据库（IMDb）上《飛虎》的资料（英文）